# Clan Rusu

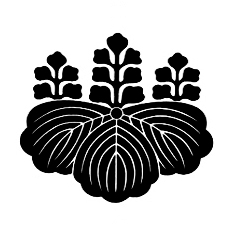
Mon familial du clan Rusu.

Le clan Rusu (留守氏, Rusu-shi) est un clan japonais qui prétend descendre de Michikane, le fils de Fujiwara no Kaneie. Le clan prend le nom « Rusu » à la suite de la conquête du nord du Japon par Minamoto no Yoritomo. La famille, qui s'appelle alors Isawa, se voit confier la surveillance du nord durant l'absence de  Yoritomo (rusu (留守) étant le mot japonais pour « absence »). Au XIVe siècle, à l'époque Nanboku-chō, la famille joint ses forces à Kitabatake Akiie et se bat vaillamment à Tsugaru et Shirakawa. Mais, en 1336, la famille change de camp alors qu'elle est en campagne dans la province de Mikawa et combat maintenant du côté de la cour du Nord. Peu après, le clan est engagé dans la guerre de Kan'nō en 1351.
La famille Rusu établie au château de Takamori au XVIe siècle est soutenue par le clan Date avec lequel se forment des liens de parenté par des mariages et des adoptions. Leurs relations s'améliorent continument et, durant la période Edo, les Rusu deviennent samouraïs du domaine de Sendai appartenant au clan Date. La famille Rusu prend aussi le nom de famille des Date pendant la période Edo et gouverne le domaine de Mizusawa, un domaine subsidiaire de celui de Sendai. La famille est classée ichimon (一門), parente du daimyo Date dans le système de classement des obligés du domaine de Sendai.
Kuninori Date, qui organise Hokkaidō au début de l'ère Meiji, est un descendant de ce clan.